# SS Maori
El Maori fue un barco frigorífico británico de vapor construido en 1893 por C.S. Swan & Hunter de Wallsend-on-Tyne para Shaw, Saville & Albion Co. de Londres con la intención de transportar carne y productos congelados desde Australia y Nueva Zelanda al Reino Unido. El buque se mantuvo en esta ruta comercial durante toda su carrera. En agosto de 1909, mientras realizaba uno de sus viajes regulares, naufragó en la costa de Sudáfrica con la pérdida de treinta y dos miembros de su tripulación.

## Hundimiento
El 5 de agosto de 1909, durante una tormenta, el Maori encalló a pocos kilómetros al sur del suburbio de Llandudno, en la costa oeste de la península del Cabo, cerca de Ciudad del Cabo. Su tripulación lanzó tres botes salvavidas, pero su capitán y 14 miembros de la tripulación quedaron a bordo.
La costa era remota, inaccesible y muy rocosa, y enormes olas del océano Atlántico chocaban contra los formidables acantilados de granito que cubrían el buque siniestrado. Era finales de invierno y el agua estaba fría. Murieron 32 personas, entre ellas su capitán y la mayoría de sus oficiales a bordo.

## Pecio

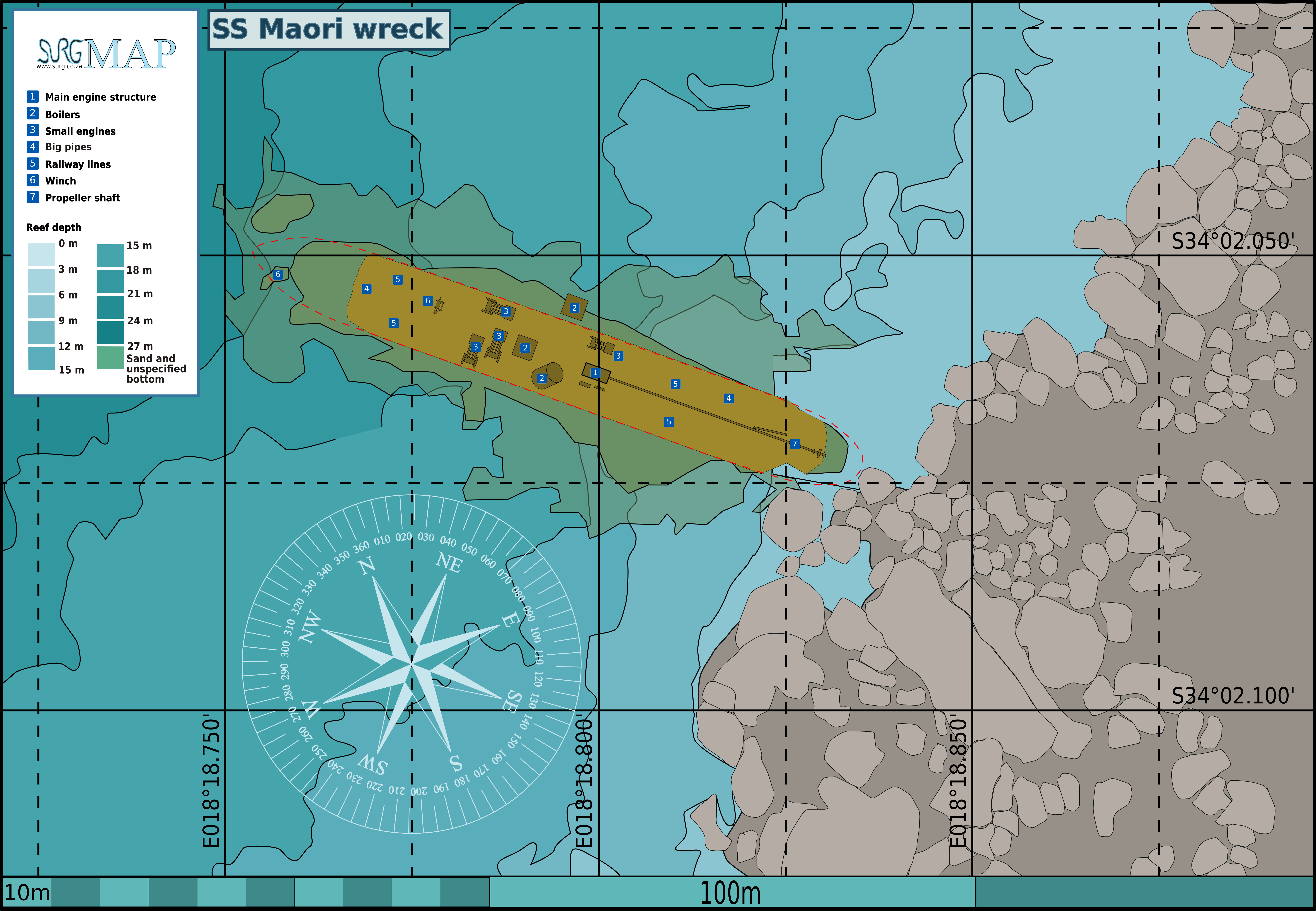
Plano del lugar del naufragio.

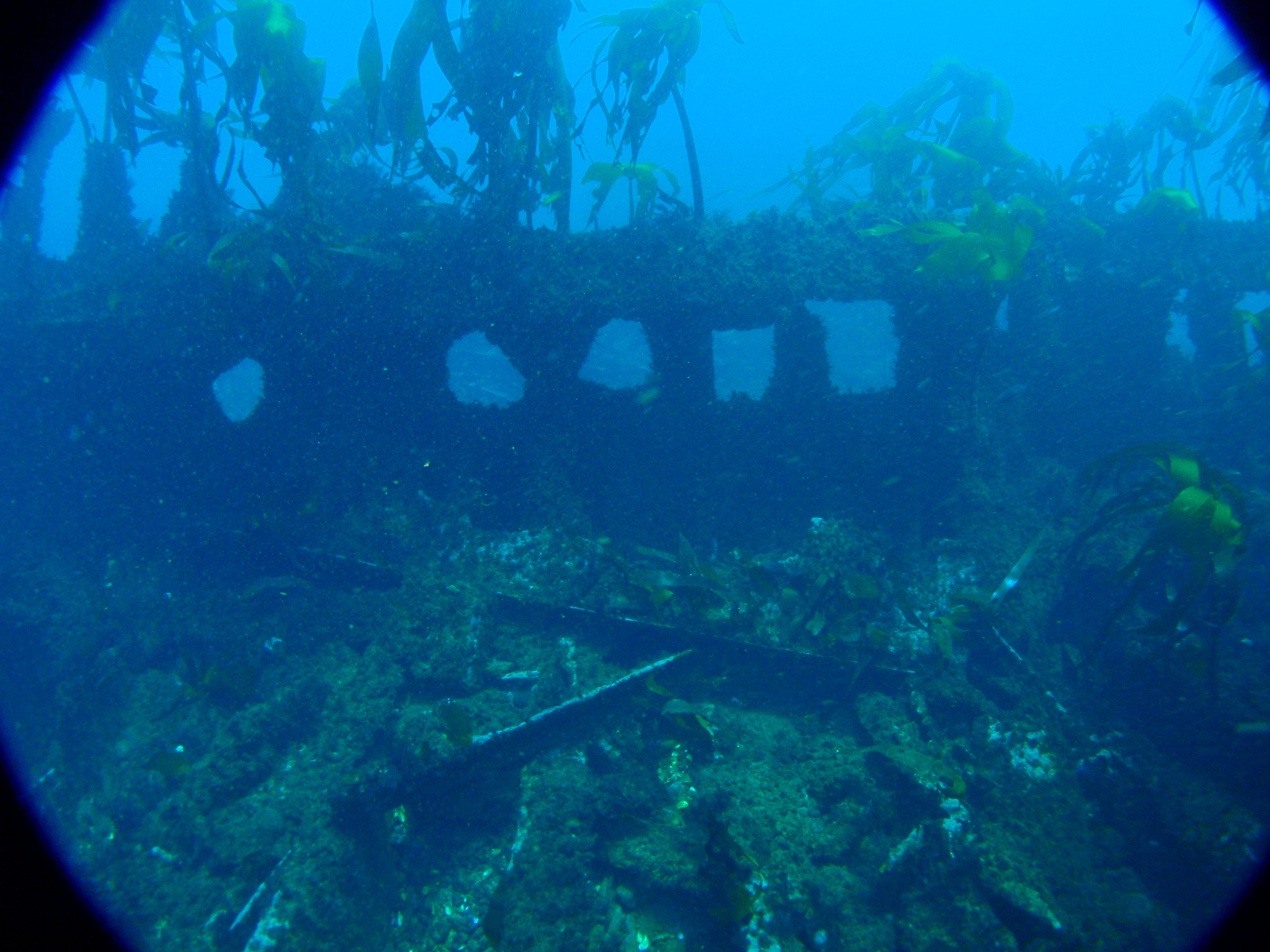
Pecio del Maori.

El pecio se encuentra a unos 24 metros de profundidad entre rocas de granito. Desde la década de 1960 es muy popular entre los submarinistas, pero sólo puede visitarse cuando el tiempo está en calma y el oleaje predominante del suroeste es bajo. El casco ha sido objeto de vandalismo y gran parte de la carga general que transportaba el barco ha sido sustraída por cazadores de salvamento y souvenirs a lo largo de los años. En la década de 1970, unos buzos dinamitaron el casco en busca de metales no ferrosos.
La carga incluía vajilla, rollos de linóleo, champán y vino tinto. En los años setenta aún era posible encontrar botellas de vino esparcidas por la arena del pecio. La mayoría de ellas explotaban al sacarlas a la superficie. Unas pocas sobrevivían, pero el vino que contenían era imposiblemente asqueroso.
En la actualidad, el pecio está protegido por la Ley de Recursos del Patrimonio Nacional de Sudáfrica. En condiciones adecuadas, es un lugar muy popular para bucear entre restos de naufragios.